# Międzynarodowa Konfederacja Pracy
Międzynarodowa Konfederacja Pracy (ang. International Confederation of Labour, ICL) – międzynarodowa federacja zrzeszająca syndykalistyczne oraz anarchosyndykalistyczne związki zawodowe.

## Historia
Międzynarodowa Konfederacja Pracy została założona 13 maja 2018 w Parmie, po tym, jak związki Krajowa Konfederacja Pracy (CNT), Freie Arbeiterinnen- und Arbeiter-Union (FAU) i Unione Sindacale Italiana (USI) zostały wykluczone z Międzynarodowego Stowarzyszenia Pracowników (IAA). Powodem takiego działania była krytyka ze strony IAA i pożądana reorientacja organizacyjna. Oprócz tych trzech związków zawodowych do założycieli należą Eλευθεριακή Συνδικαλιστική Ενωση (ESE) z Grecji, Federación Obrera Regional Argentina (FORA) z Argentyny, Inicjatywa Pracownicza (IP) z Polski oraz Robotnicy Przemysłowi Świata (IWW) z USA i Kanady. Ponadto w czasie kongresu założycielskiego byli obecni przedstawiciele pięciu innych związków zawodowych jako obserwatorzy.

## Członkowie
- Krajowa Konfederacja Pracy (Hiszpania),
- Freie Arbeiterinnen- und Arbeiter-Union (Niemcy)
- Unione Sindacale Italiana (Włochy)
- Eλευθεριακή Συνδικαλιστική Ενωση (Grecja)
- Federación Obrera Regional Argentina (Argentyna)
- Inicjatywa Pracownicza (Polska)
- Robotnicy Przemysłowi Świata (USA, Kanada)

### Obserwatorzy
- Confédération nationale du travail (Francja)
- Federação das Organizações Sindicalistas Revolucionárias do Brasil (Brazylia)
- Vrije Bond (Holandia, Belgia)
- Gefangenen Gewerkschaft/ Bundesweite Organisation (Niemcy)
- United Voices of the World (Wielka Brytania)